# Кули, Челси
Челси Кули (англ. Chelsea Cooley, род. 30 октября 1983 года) — американская актриса

, супермодель и фотомодель; Мисс США 2005 года, участница конкурсов красоты Юная мисс США и Мисс Вселенная.

## Участие в конкурсах красоты
Кули стала Юной мисс Северной Каролины в 2000 году и представляла свой штат на конкурсе Юная мисс США 2000, однако не попала в финал. Она заняла 11 место и не смогла попасть в десятку лучших. Уже на следующий год она стала Юной мисс США.
В 2004 году она стала первой вице-мисс Северной Каролины, а также завоевала титул Мисс фотогеничность. На следующий год Кули опять приняла участие в конкурсе Мисс Северная Каролина 2005, в котором смогла одержать победу.
21 апреля 2005 года она представляла Северную Каролину на конкурсе Мисс США. В предварительном раунде она заняла 14 место и попала в 15 лучших, который проходят в полуфинал. Выступив успешно в выходе в купальнике и вечернем платье, она завоевала титул Мисс США.
31 мая 2005 года она приняла участие в конкурсе Мисс Вселенная, проходившем в Бангкоке, Таиланд, где она смогла пройти в десятку лучших.